# Pseudolmedia spuria
Pseudolmedia spuria là một loài thực vật có hoa trong họ Moraceae. Loài này được (Sw.) Griseb. miêu tả khoa học đầu tiên năm 1859.